# Shumka irmgardae
Shumka irmgardae är en insektsart som först beskrevs av Irena Dworakowska 1994.  Shumka irmgardae ingår i släktet Shumka och familjen dvärgstritar. Inga underarter finns listade i Catalogue of Life.